# Pawiloma fulpae
Pawiloma fulpae är en insektsart som beskrevs av Young 1977. Pawiloma fulpae ingår i släktet Pawiloma och familjen dvärgstritar. Inga underarter finns listade i Catalogue of Life.